# イアソン (お笑い)
イアソンは松竹芸能所属のお笑いコンビである。大阪で活動後、東京に進出し2009年5月末解散。

## メンバー
- 石川槙二（いしかわしんじ、1980年10月27日 - ）

兵庫県三木市出身。身長173cm、体重58kg。血液型A型。
趣味は映画鑑賞・読書・ブログであり、mixiで物語を書いている。
解散後は暖談師「山岡竜馬」として活動。その後元鳳仙花の中村佳子と結婚。2011年4月16日放送分の『土曜はダメよ!』（読売テレビ）や、2012年10月7日放送分の『新婚さんいらっしゃい!』（ABCテレビ）に夫婦揃って出演した。
- 西山佳樹（にしやまよしき、1982年12月15日 - ）

大阪府出身。身長156cm、体重45kg。血液型A型。
中国人の卓球選手に似ていると女子中学生にサイン攻めにあったことがある。
解散後はピン芸人として活動していたチュンちゃんと「中臣タイル」を結成。

## 芸風
- 「意味はないのだが笑ってしまう」ある意味シュールとも言える独特の雰囲気を持ったネタをする。
- 主にショートコント。応援団や「がっかりすること」をテーマにしたネタをリズムに乗せて行うことが多い。
- 「♪大阪名物筒のぞき～」と唄いながら、ただ様々な角度から筒をおもしろおかしく覗くだけの「大阪名物筒覗き」というネタがある。

## 出演

### テレビ
- あらびき団（TBS）
- たかじん胸いっぱい（関西テレビ）
- ますだおかだ角パァ!（ABC）
- わらいのちから（ケーブルウェスト）

### ラジオ
- T・K・OのハイスクールGO太
- 安田大サーカスマル秘トークラジオ

### ライブ
- S-chick
- サテライトライブ
- 斬捨御免